# Max Bockmühl
Max Bockmühl (* 2. September 1882 in Barmen; † 5. Januar 1949 in Bad Soden am Taunus) war ein deutscher Chemiker. Er stellte zusammen mit Gustav Ehrhart erstmals das vollsynthetische Opioid Methadon her.

## Werdegang
Nach einer Apothekerlehre studierte er Pharmazie in München, das er mit dem Staatsexamen und der Bestallung zum Apotheker abschloss. Sodann begann Max Bockmühl mit dem Chemiestudium an der Ludwig-Maximilians-Universität München bei Adolf von Baeyer. Am 9. Juni 1909 wurde er bei Alfred Einhorn, dem Erfinder des Novocains, über das Thema Studien in der Eugenol- und Isoeugenolreihe promoviert. 1910 ging er zur Farbwerke Hoechst AG, wo er einer der Mitbegründer des Pharmazeutischen Labors wurde. 1927 wurde ihm Prokura erteilt und 1930 wurde er Leiter der gesamten pharmazeutischen Forschung des Unternehmens. Die Hoechst AG war mittlerweile Bestandteil der I.G. Farben. 1937 wurde Bockmühl stellvertretender Direktor und ein Jahr später Direktor dieses Unternehmensbereiches. Nach dem Krieg wurde Bockmühl, der nie Mitglied der NSDAP war, von der US-amerikanischen Militärregierung im Juli 1945 zum kommissarischen Werksleiter ernannt. Ende November desselben Jahres wurde er wieder abgerufen, da er offensichtlich zu viele alte Nationalsozialisten in ihrer alten Funktion im Unternehmen beließ.
Bockmühl war Ehrendoktor der Frankfurter Johann-Wolfgang-Goethe-Universität. Er war mit der Witwe des Bayerischen Oberstabsarztes Alfred Pellengahr, Bertha geb. Brandl († 1963),  verheiratet. Sie hatten keine Nachkommen.

## Werk
1912 synthetisierte Bockmühl als Erster das nichtsteroidale Antirheumatikum bzw. Analgetikum Amizol (Melubrin). Er hatte den Auftrag, ein injizierbares Pyrazolon herzustellen.
Otto Schaumann und Otto Eisleb synthetisierten bei Hoechst im Juli 1937 mit Pethidin das erste vollsynthetische Opioid. Im Jahr 1939 wurde es unter dem Markennamen Dolantin in den Handel gebracht. Max Bockmühl und sein Mitarbeiter Gustav Ehrhart stellten einige Strukturanalogien zwischen Morphin und Pethidin fest. Sie postulierten, dass das zentrale Kohlenstoffatom für die analgetische Wirkung verantwortlich ist. Im Winter 1937/38 begannen sie mit der Synthese von über 300 Verbindungen, die als Strukturelement Diphenylmethan mit dem zentralen Kohlenstoffatom haben. Ende 1939 erhielten sie die Verbindung (±)-6-Dimethylamino-4,4-diphenylheptan-3-on die den Entwicklungscode VA 10820 erhielt. In ersten Tierversuchen stellten Ehrhart und Bockmühl fest, dass VA 10820 eine fünf- bis zehnfach stärkere analgetische Wirkung als Pethidin hat. VA 10820 erhielt dann Mitte 1941 den generischen Namen Amidon. Ein Patent meldeten Bockmühl und Ehrhart bereits am 11. September 1938 für die gesamte Stoffklasse an. Durch die Wirren des Zweiten Weltkriegs wurde Amidon nicht weiter klinisch getestet. Das volle analgetische und therapeutische Potential von VA 10820 wurde erst nach dem Krieg von Otto Schaumann bei Hoechst, beziehungsweise unabhängig von ihm von Charles C. Scott und K. K. Chen, beides Mitarbeiter an den Lilly Research Laboratorien von Eli Lilly, nachgewiesen. Im Rahmen der Patent- und Vorschriftenenteignung der I.G. Farben kam VA 10820 in die Vereinigten Staaten. 1947 erhielt VA 10820 den Freinamen Methadon bzw. in den USA Methadone. Im gleichen Jahr erfolgte von Eli Lilly die Markteinführung unter dem Markennamen Dolophine. Im Januar 1949 konnte die nach der Auflösung der I.G. Farben neu gegründete Hoechst AG Methadon unter der Bezeichnung Polamidon als stark wirkendes Schmerzmittel selbst auf den Markt bringen. Im selben Monat verstarb Max Bockmühl in Bad Soden am Taunus im Alter von 66 Jahren.

## Veröffentlichungen
- Studien in der Eugenol- und Isoeugenolreihe. Inaugural-Dissertation zur Erlangung der Doktorwürde der hohen philosophischen Fakultät (Sektion II) der Kgl. Bayer. Ludwig-Maximilians-Universität zu München. Erlangen 1909.
- Antipyretika und Analgetika der Pyrazolreihe. In: Medizin und Chemie. Leverkusen 1933.